# Морска котка
 Тази статия е за рибата.  За групата ушати тюлени вижте Морски котки.  
Морската котка (Dasyatis pastinaca) е хрущялна скатова риба, срещаща се и в Черно море.

## Физическа характеристика
Тялото ѝ е ромбовидно, голо и гладко. Опашката е нишковидна, притежава назъбен опашен шип. На долната му страна има надлъжни шлебове с отровни жлези. При убождане се предизвиква сърцебиене и силна болка, а понякога и парализа. Морската котка е хищник; храни се с по-дребни риби и безгръбначни. Гръбната му страна е леко изпъкнала, а коремната-плоска. Липсват гръбна и опашна перка. Окраската на гърба е тъмносива до кафява, а коремът-бял. Дължината на черноморските екземпляри достига до 100 cm, но най-често се ловят индивиди, дълги 30 – 60 cm с тегло 6 – 10 kg.
- Максимална измерена дължина на женски индивид: 100 cm
- Дължина на опашката: 35 cm
- Рекорд: 201,39 кг (поставен край Азорските острови)[3]

## Разпространение и местообитание
Морската котка се среща в северния Атлантически океан по европейското и африканското крайбрежие, Средиземно и Черно море. Тъй като е дънна риба тя живее на дълбочина от 20 до 80 m. През лятото се доближава до брега, а през зимата отново се оттегля.

## Хранене
Храна за морските котки са висшите ракообразни, мекотелите и по-дребни риби. Морската котка има 27 000 вкусови рецептора.

## Размножаване
Морската котка е живородна и се размножава през юли-август месец. Оплодените яйца са между 4 и 12. Те се задържат в яйцепроводите. Между майчиния организъм и зародишите се образува своеобразна плацента. Тя служи за приемането на хранителни вещества от майката към зародишите. Инкубацията продължава за период от четири месеца.